# Baron Deincourt
Baron Deincourt (auch d'Eyncourt) war ein erblicher britischer Adelstitel, der dreimal in der Peerage of England geschaffen wurde.

## Verleihungen
Der Titel wurde erstmals per Writ of Summons am 6. Februar 1299 für Sir Edmund Deincourt geschaffen. Der Titel erlosch bei seinem Tod 1327. 
Am 27. Januar 1332 wurde der Titel erneut durch Writ of Summons für Sir William Deincourt geschaffen. Der Titel erlosch beim Tod des 5. Barons 1422.
In dritter Verleihung wurde am 26. Oktober 1624 der Titel Baron Deincourt, of Sutton in the County of Derby für Sir Francis Leke, 1. Baronet geschaffen. Ihm war bereits am 22. Mai 1611 der Titel Baronet Leke, of Sutton in the County of Derby verliehen worden. Am 11. November 1645 wurde der zudem zum Earl of Scarsdale erhoben. Die Baronie wurde seither als nachgeordneter Titel des Earls geführt. Die Titel erloschen beim Tod seines Enkels, des 4. Earls, 1736.

## Liste der Barone Deincourt

### Barone Deincourt, erste Verleihung (1299)
- Edmund Deincourt, 1. Baron Deincourt († 1327)

### Barone Deincourt, zweite Verleihung (1332)
- William Deincourt, 1. Baron Deincourt (1301–1364)
- William Deincourt, 2. Baron Deincourt (1357–1381)
- Ralph Deincourt, 3. Baron Deincourt (um 1380–1384)
- John Deincourt, 4. Baron Deincourt (1382–1406)
- William Deincourt, 5. Baron Deincourt (1403–1422)

### Barone Deincourt, dritte Verleihung (1624)
- Francis Leke, 1. Earl of Scarsdale, 1. Baron Deincourt (1581–1655)
- Nicholas Leke, 2. Earl of Scarsdale, 2. Baron Deincourt (1612–1681)
- Robert Leke, 3. Earl of Scarsdale, 3. Baron Deincourt (1654–1707)
- Nicholas Leke, 4. Earl of Scarsdale, 4. Baron Deincourt (1682–1736)